# Кабачок, Владимир Андреевич
Владимир Андреевич Кабачок (укр. Володимир Андрійович Кабачок; 15 июля 1892, с. Петровцы Миргородского уезда Полтавской губернии- 15 июня 1957, Киев) — украинский народный музыкант, бандурист, певец, дирижер, музыкальный педагог. Организатор и руководитель образцовой капеллы бандуристов Украины.

## Биография
В юности пел в полтавском архиерейскому хоре (до 1907 года). В 1907—1911 обучался в музыкальном училище в Полтаве.
Позже продолжил музыкальное образование в Московской консерватории (1913—1917). Окончить обучение не смог из-за войны. Вернулся в Полтаву, где первоначально занимался со многими хорами.
В 1925 году стал одним из основателей Полтавской капеллы бандуристов, которой руководил с момента создания до января 1934 года.
В январе 1934 года арестован по политическим мотивам и заключен в тюрьму на три месяца. Из-за отсутствия улик был освобождён.
После освобождения переехал в Ленинград, где устроился на работу в драматический театр имени Горького руководителем украинского народно-этнографического хора. Позже хор был преобразован им в капеллу бандуристов по образцу Полтавской.
В 1937 году он был вновь арестован и приговорён к 10 годам лагерей. Заключение отбывал на Дальнем Востоке.
В 1944 Кабачок был освобождён, и работал некоторое время в качестве солиста в Ташкентской филармонии. Там же он стал солистом оркестровой группы народного хора им. Верёвки.
В 1945 вернулся на Украину и поселился в Киеве, где преподавал курс игры на бандуре в киевском музыкальном училище имени Глиэра, позже — в Киевской консерватории. За 12 лет преподавания подготовил около 40 талантливых учеников.
Является создателем первого трио бандуристок «Днепрянка» (Юлия Гамова, Элеонора Пилипенко-Миронюк и Валентина Пархоменко). Кабачок — автор руководства по игре на бандуре.

## Память

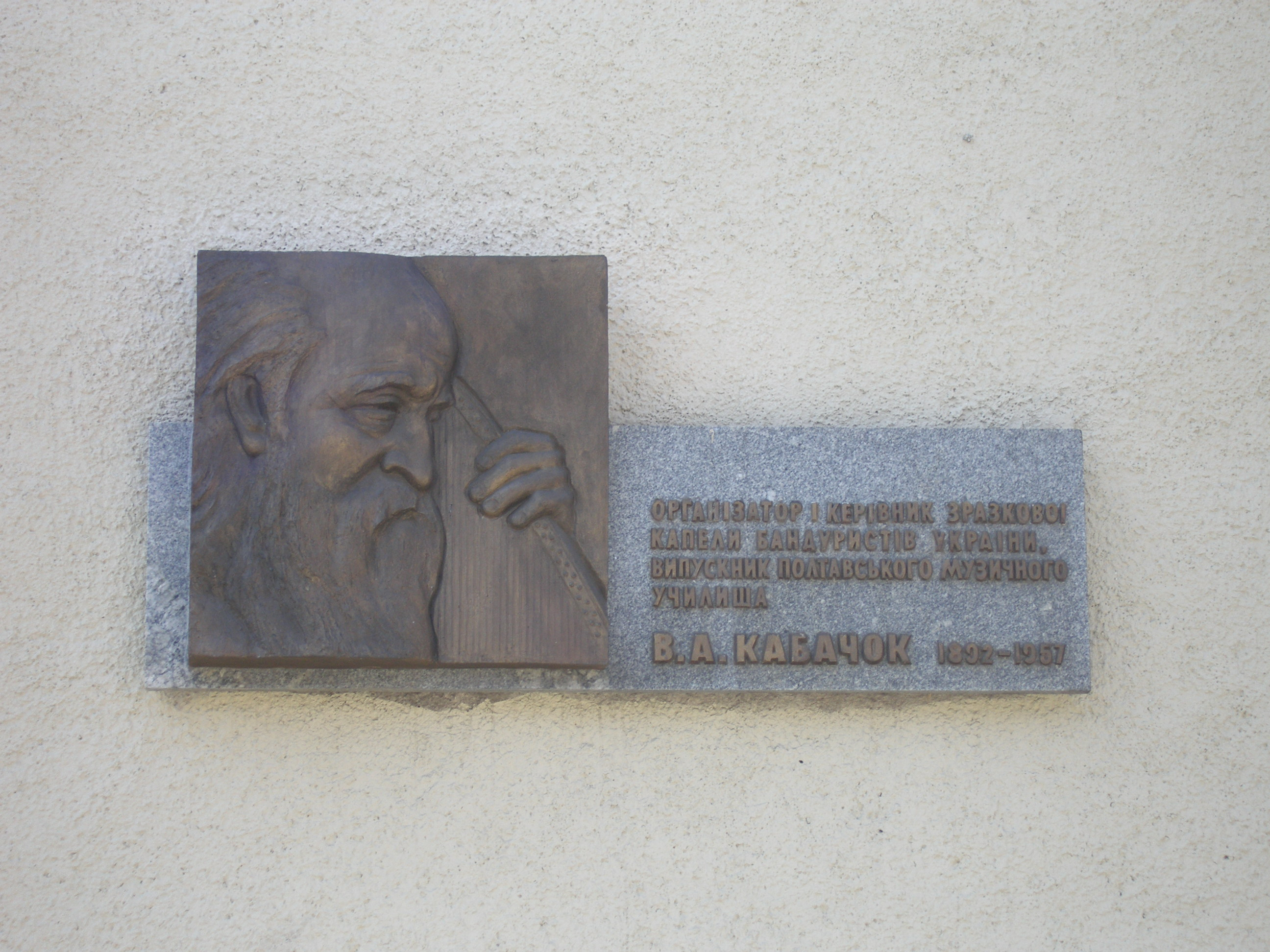
Мемориальная доска на здании музыкального училища в Полтаве

- В 2005 открыт памятник В. Кабачку в родном селе на Полтавщине.
- На здании музыкального училища в Полтаве установлена мемориальная доска в его честь.